# Saison 2019-2020 des Timberwolves du Minnesota
La saison 2019-2020 des Timberwolves du Minnesota est la 31e saison de la franchise en National Basketball Association (NBA).
La saison est marquée par le transfert entre Andrew Wiggins et D'Angelo Russell, à la date limite des transferts.
La saison a été suspendue par les officiels de la ligue après les matchs du 11 mars  après l'annonce que Rudy Gobert était positif au COVID-19.
Le 12 mars 2020, le président de la ligue Adam Silver annonce que le championnat est arrêté pour "au moins 30 jours".
À l'annonce de la reprise de la compétition de la NBA, pour le 31 juillet, la franchise n'a pas été retenue afin de participer à la fin de saison. Elle garde donc les statistiques et le bilan en date du 12 mars 2020.
À l'issue de la saison, lors de la loterie de la draft, en raison de leur bilan négatif, la franchise reçoit le premier choix pour la draft 2020 de la NBA.

## Draft
| Tour | Choix | Joueur          | Poste | Nationalité | Provenance                       |
| ---- | ----- | --------------- | ----- | ----------- | -------------------------------- |
| 1    | 11    | Cameron Johnson | SF    | États-Unis  | Tar Heels de la Caroline du Nord |
| 2    | 43    | Jaylen Nowell   | SG    | États-Unis  | Huskies de Washington            |

## Matchs

### Summer League
| Summer League Total: 4-0 |

| Match | Date match | Équipe    | Score    | Meilleur marqueur      | Meilleur rebondeur    | Meilleur passeur      | Lieux                | Série |
| ----- | ---------- | --------- | -------- | ---------------------- | --------------------- | --------------------- | -------------------- | ----- |
| 1     | 5 juillet  | Cleveland | V 85-75  | Keita Bates-Diop (17)  | Kelan Martin (11)     | Josh Okogie (4)       | Cox Pavilion         | 1 - 0 |
| 2     | 7 juillet  | Atlanta   | V 90-66  | Josh Okogie (15)       | Keita Bates-Diop (11) | Jordan McLaughlin (5) | Thomas & Mack Center | 2 - 0 |
| 3     | 8 juillet  | Milwaukee | V 100-91 | Mitch Creek (18)       | Kelan Martin (9)      | Trois joueurs (3)     | Cox Pavilion         | 3 - 0 |
| 4     | 10 juillet | Miami     | V 89-87  | Jordan McLaughlin (17) | Naz Reid (10)         | Jordan McLaughlin (6) | Cox Pavilion         | 4 - 0 |
| 5     | 13 juillet | Dallas    |          |                        |                       |                       | Thomas & Mack Center | -     |

### Pré-saison
| Pré-saison Total: 2-3 (Domicile : 1-0; Extérieur : 1-3) |

| Match | Date match | Équipe         | Score     | Meilleur marqueur       | Meilleur rebondeur      | Meilleur passeur   | Lieux                      | Série |
| ----- | ---------- | -------------- | --------- | ----------------------- | ----------------------- | ------------------ | -------------------------- | ----- |
| 1     | 8 octobre  | @ Phoenix      | D 106-111 | Karl-Anthony Towns (19) | Karl-Anthony Towns (10) | Shabazz Napier (7) | Talking Stick Resort Arena | 0 - 1 |
| 2     | 10 octobre | @ Golden State | D 123-143 | Jarrett Culver (17)     | Naz Reid (11)           | Josh Okogie (5)    | Chase Center               | 0 - 2 |
| 3     | 13 octobre | Maccabi Haïfa  | V 131-101 | Treveon Graham (14)     | Noah Vonleh (8)         | Jarrett Culver (4) | Target Center              | 1 - 2 |
| 4     | 15 octobre | @ Indiana      | V 119-111 | Karl-Anthony Towns (33) | Robert Covington (19)   | Napier, Teague (7) | Bankers Life Fieldhouse    | 2 - 2 |
| 5     | 17 octobre | @ Milwaukee    | D 96-118  | Karl-Anthony Towns (16) | Robert Covington (11)   | Jeff Teague (5)    | Fiserv Forum               | 2 - 3 |

### Saison régulière
| Saison régulière Total: 19-45 (Domicile : 8-24; Extérieur : 11-21) |

| Match | Date match | Équipe         | Score          | Meilleur marqueur       | Meilleur rebondeur      | Meilleur passeur   | Lieux              | Série |
| ----- | ---------- | -------------- | -------------- | ----------------------- | ----------------------- | ------------------ | ------------------ | ----- |
| 1     | 23 octobre | @ Brooklyn     | V 127-126 (OT) | Karl-Anthony Towns (36) | Karl-Anthony Towns (14) | Shabazz Napier (7) | Barclays Center    | 1 - 0 |
| 2     | 25 octobre | @ Charlotte    | V 121-99       | Karl-Anthony Towns (37) | Karl-Anthony Towns (15) | Shabazz Napier (9) | Spectrum Center    | 2 - 0 |
| 3     | 27 octobre | Miami          | V 116-109      | Andrew Wiggins (25)     | Karl-Anthony Towns (11) | Jeff Teague (8)    | Target Center      | 3 - 0 |
| 4     | 30 octobre | @ Philadelphie | D 95-117       | Andrew Wiggins (19)     | Okogie, Towns (6)       | Jeff Teague (5)    | Wells Fargo Center | 3 - 1 |

| Match | Date match  | Équipe        | Score          | Meilleur marqueur       | Meilleur rebondeur      | Meilleur passeur       | Lieux                   | Série  |
| ----- | ----------- | ------------- | -------------- | ----------------------- | ----------------------- | ---------------------- | ----------------------- | ------ |
| 5     | 2 novembre  | @ Washington  | V 131-109      | Andrew Wiggins (21)     | Gorgui Dieng (8)        | Jeff Teague (13)       | Capital One Arena       | 4 - 1  |
| 6     | 4 novembre  | Milwaukee     | D 106-134      | Andrew Wiggins (25)     | Josh Okogie (7)         | Dieng, Napier (4)      | Target Center           | 4 - 2  |
| 7     | 6 novembre  | @ Memphis     | D 121-137      | Andrew Wiggins (30)     | Karl-Anthony Towns (13) | Jarrett Culver (7)     | FedExForum              | 4 - 3  |
| 8     | 8 novembre  | Golden State  | V 125-119 (OT) | Andrew Wiggins (40)     | Karl-Anthony Towns (14) | Andrew Wiggins (7)     | Target Center           | 5 - 3  |
| 9     | 10 novembre | Denver        | D 98-100 (OT)  | Towns, Wiggins (25)     | Karl-Anthony Towns (16) | Karl-Anthony Towns (6) | Target Center           | 5 - 4  |
| 10    | 11 novembre | @ Détroit     | V 120-114      | Andrew Wiggins (33)     | Karl-Anthony Towns (8)  | Karl-Anthony Towns (6) | Little Caesars Arena    | 6 - 4  |
| 11    | 13 novembre | San Antonio   | V 129-114      | Andrew Wiggins (30)     | Karl-Anthony Towns (11) | Andrew Wiggins (7)     | Target Center           | 7 - 4  |
| 12    | 15 novembre | Washington    | D 116-137      | Karl-Anthony Towns (36) | Karl-Anthony Towns (10) | Jeff Teague (11)       | Target Center           | 7 - 5  |
| 13    | 16 novembre | Houston       | D 105-125      | Karl-Anthony Towns (27) | Karl-Anthony Towns (15) | Jeff Teague (12)       | Target Center           | 7 - 6  |
| 14    | 18 novembre | @ Utah        | V 112-102      | Karl-Anthony Towns (29) | Karl-Anthony Towns (13) | Jeff Teague (11)       | Vivint Smart Home Arena | 8 - 6  |
| 15    | 20 novembre | Utah          | D 95-103       | Andrew Wiggins (22)     | Karl-Anthony Towns (12) | Jeff Teague (6)        | Target Center           | 8 - 7  |
| 16    | 23 novembre | Phoenix       | D 98-100       | Karl-Anthony Towns (31) | Karl-Anthony Towns (17) | Jeff Teague (8)        | Target Center           | 8 - 8  |
| 17    | 25 novembre | @ Atlanta     | V 125-113      | Karl-Anthony Towns (28) | Karl-Anthony Towns (13) | Teague, Towns (8)      | State Farm Arena        | 9 - 8  |
| 18    | 27 novembre | @ San Antonio | V 113-101      | Andrew Wiggins (26)     | Karl-Anthony Towns (14) | Teague, Towns (6)      | AT&T Center             | 10 - 8 |

| Match | Date match   | Équipe              | Score           | Meilleur marqueur       | Meilleur rebondeur      | Meilleur passeur       | Lieux                      | Série   |
| ----- | ------------ | ------------------- | --------------- | ----------------------- | ----------------------- | ---------------------- | -------------------------- | ------- |
| 19    | 1er décembre | Memphis             | D 107-115       | Karl-Anthony Towns (21) | Karl-Anthony Towns (12) | Andrew Wiggins (7)     | Target Center              | 10 - 9  |
| 20    | 4 décembre   | @ Dallas            | D 114-121       | Andrew Wiggins (26)     | Karl-Anthony Towns (9)  | Karl-Anthony Towns (7) | American Airlines Center   | 10 - 10 |
| 21    | 6 décembre   | @ Oklahoma City     | D 127-139 (OT)  | Jeff Teague (32)        | Robert Covington (7)    | Jeff Teague (9)        | Chesapeake Energy Arena    | 10 - 11 |
| 22    | 8 décembre   | @ L.A. Lakers       | D 125-142       | Towns, Wiggins (19)     | Jordan Bell (6)         | Karl-Anthony Towns (8) | Staples Center             | 10 - 12 |
| 23    | 9 décembre   | @ Phoenix           | D 109-125       | Karl-Anthony Towns (33) | Karl-Anthony Towns (15) | Teague, Wiggins (4)    | Talking Stick Resort Arena | 10 - 13 |
| 24    | 11 décembre  | Utah                | D 116-127       | Jeff Teague (32)        | Karl-Anthony Towns (11) | Jeff Teague (6)        | Target Center              | 10 - 14 |
| 25    | 13 décembre  | L.A. Clippers       | D 117-124       | Karl-Anthony Towns (39) | Karl-Anthony Towns (12) | Jeff Teague (5)        | Target Center              | 10 - 15 |
| 26    | 18 décembre  | La Nouvelle-Orléans | D 99-107        | Andrew Wiggins (27)     | Gorgui Dieng (8)        | Jeff Teague (9)        | Target Center              | 10 - 16 |
| 27    | 20 décembre  | @ Denver            | D 100-109       | Andrew Wiggins (19)     | Jordan Bell (8)         | Andrew Wiggins (6)     | Pepsi Center               | 10 - 17 |
| 28    | 21 décembre  | @ Portland          | D 106-113       | Andrew Wiggins (33)     | Gorgui Dieng (12)       | Jeff Teague (8)        | Moda Center                | 10 - 18 |
| 29    | 23 décembre  | @ Golden State      | D 104-113       | Andrew Wiggins (22)     | Dieng, Vonleh (8)       | McLaughlin, Teague (4) | Chase Center               | 10 - 19 |
| 30    | 26 décembre  | @ Sacramento        | V 105-104 (2OT) | Gorgui Dieng (21)       | Gorgui Dieng (15)       | Shabazz Napier (9)     | Golden 1 Center            | 11 - 19 |
| 31    | 28 décembre  | Cleveland           | D 88-94         | Jeff Teague (18)        | Noah Vonleh (9)         | Jeff Teague (4)        | Target Center              | 11 - 20 |
| 32    | 30 décembre  | Brooklyn            | V 122-115 (OT)  | Shabazz Napier (24)     | Gorgui Dieng (20)       | Shabazz Napier (8)     | Target Center              | 12 - 20 |

| Match | Date match  | Équipe        | Score     | Meilleur marqueur       | Meilleur rebondeur      | Meilleur passeur     | Lieux                      | Série   |
| ----- | ----------- | ------------- | --------- | ----------------------- | ----------------------- | -------------------- | -------------------------- | ------- |
| 33    | 1er janvier | @ Milwaukee   | D 104-106 | Shabazz Napier (22)     | Robert Covington (11)   | Jarrett Culver (5)   | Fiserv Forum               | 12 - 21 |
| 34    | 2 janvier   | Golden State  | V 99-84   | Covington, Napier (20)  | Robert Covington (10)   | Shabazz Napier (7)   | Target Center              | 13 - 21 |
| 35    | 5 janvier   | @ Cleveland   | V 118-103 | Gorgui Dieng (22)       | Gorgui Dieng (13)       | Shabazz Napier (7)   | Rocket Mortgage FieldHouse | 14 - 21 |
| 36    | 7 janvier   | @ Memphis     | D 112-119 | Jarrett Culver (24)     | Covington, Vonleh (6)   | Jeff Teague (6)      | FedExForum                 | 14 - 22 |
| 37    | 9 janvier   | Portland      | V 116-102 | Andrew Wiggins (23)     | Gorgui Dieng (10)       | Andrew Wiggins (8)   | Target Center              | 15 - 22 |
| 38    | 11 janvier  | @ Houston     | D 109-139 | Josh Okogie (16)        | Jarrett Culver (8)      | Culver, Okogie (5)   | Toyota Center              | 15 - 23 |
| 39    | 13 janvier  | Oklahoma City | D 104-117 | Naz Reid (20)           | Trois joueurs (5)       | Jeff Teague (5)      | Target Center              | 15 - 24 |
| 40    | 15 janvier  | Indiana       | D 99-104  | Jarrett Culver (17)     | Gorgui Dieng (11)       | Shabazz Napier (9)   | Target Center              | 15 - 25 |
| 41    | 17 janvier  | @ Indiana     | D 114-116 | Karl-Anthony Towns (27) | Robert Covington (10)   | Shabazz Napier (9)   | Bankers Life Fieldhouse    | 15 - 26 |
| 42    | 18 janvier  | Toronto       | D 112-122 | Jarrett Culver (26)     | Andrew Wiggins (10)     | Andrew Wiggins (11)  | Target Center              | 15 - 27 |
| 43    | 20 janvier  | Denver        | D 100-107 | Karl-Anthony Towns (28) | Okogie, Towns (8)       | Shabazz Napier (8)   | Target Center              | 15 - 28 |
| 44    | 22 janvier  | @ Chicago     | D 110-117 | Karl-Anthony Towns (40) | Trois joueurs (7)       | Andrew Wiggins (9)   | United Center              | 15 - 29 |
| 45    | 24 janvier  | Houston       | D 124-131 | Karl-Anthony Towns (30) | Karl-Anthony Towns (12) | Keita Bates-Diop (6) | Target Center              | 15 - 30 |
| 46    | 25 janvier  | Oklahoma City | D 104-113 | Karl-Anthony Towns (37) | Shabazz Napier (10)     | Shabazz Napier (13)  | Target Center              | 15 - 31 |
| 47    | 27 janvier  | Sacramento    | D 129-133 | Andrew Wiggins (36)     | Andrew Wiggins (9)      | Andrew Wiggins (8)   | Target Center              | 15 - 32 |

| Match                  | Date match  | Équipe          | Score     | Meilleur marqueur       | Meilleur rebondeur      | Meilleur passeur       | Lieux                    | Série   |
| ---------------------- | ----------- | --------------- | --------- | ----------------------- | ----------------------- | ---------------------- | ------------------------ | ------- |
| 48                     | 1er février | @ L.A. Clippers | D 106-118 | Karl-Anthony Towns (32) | Karl-Anthony Towns (12) | Shabazz Napier (10)    | Staples Center           | 15 - 33 |
| 49                     | 3 février   | @ Sacramento    | D 109-113 | Karl-Anthony Towns (22) | Karl-Anthony Towns (10) | Shabazz Napier (7)     | Golden 1 Center          | 15 - 34 |
| 50                     | 5 février   | Atlanta         | D 120-127 | Andrew Wiggins (25)     | Karl-Anthony Towns (11) | Jordan McLaughlin (7)  | Target Center            | 15 - 35 |
| 51                     | 8 février   | L.A. Clippers   | V 142-115 | Jordan McLaughlin (24)  | Karl-Anthony Towns (13) | Jordan McLaughlin (11) | Target Center            | 16 - 35 |
| 52                     | 10 février  | @ Toronto       | D 126-137 | Karl-Anthony Towns (23) | Karl-Anthony Towns (10) | Karl-Anthony Towns (7) | Scotiabank Arena         | 16 - 36 |
| 53                     | 12 février  | Charlotte       | D 108-115 | Malik Beasley (28)      | Juan Hernangómez (12)   | D'Angelo Russell (11)  | Target Center            | 16 - 37 |
| NBA All-Star Game 2020 |             |                 |           |                         |                         |                        |                          |         |
| 54                     | 21 février  | Boston          | D 117-127 | Malik Beasley (27)      | Naz Reid (9)            | D'Angelo Russell (13)  | Target Center            | 16 - 38 |
| 55                     | 23 février  | @ Denver        | D 116-128 | Kelan Martin (21)       | Malik Beasley (8)       | Jordan McLaughlin (10) | Pepsi Center             | 16 - 39 |
| 56                     | 24 février  | @ Dallas        | D 123-139 | D'Angelo Russell (29)   | Culver, Martin (6)      | D'Angelo Russell (5)   | American Airlines Center | 16 - 40 |
| 57                     | 26 février  | @ Miami         | V 129-126 | D'Angelo Russell (27)   | Malik Beasley (6)       | D'Angelo Russell (6)   | American Airlines Arena  | 17 - 40 |
| 58                     | 28 février  | @ Orlando       | D 125-136 | D'Angelo Russell (28)   | Juan Hernangómez (13)   | D'Angelo Russell (7)   | Amway Center             | 17 - 41 |

| Match | Date match | Équipe                | Score     | Meilleur marqueur     | Meilleur rebondeur     | Meilleur passeur      | Lieux                | Série   |
| ----- | ---------- | --------------------- | --------- | --------------------- | ---------------------- | --------------------- | -------------------- | ------- |
| 59    | 1er mars   | Dallas                | D 91-111  | D'Angelo Russell (16) | Hernangómez, Reid (12) | D'Angelo Russell (7)  | Target Center        | 17 - 42 |
| 60    | 3 mars     | @ La Nouvelle-Orléans | V 139-134 | Malik Beasley (28)    | Naz Reid (14)          | D'Angelo Russell (8)  | Smoothie King Center | 18 - 42 |
| 61    | 4 mars     | Chicago               | V 115-108 | Malik Beasley (24)    | Naz Reid (11)          | Jordan McLaughlin (7) | Target Center        | 19 - 42 |
| 62    | 6 mars     | Orlando               | D 118-132 | Malik Beasley (29)    | Juan Hernangómez (8)   | Jordan McLaughlin (9) | Target Center        | 19 - 43 |
| 63    | 8 mars     | La Nouvelle-Orléans   | D 107-120 | Malik Beasley (21)    | Malik Beasley (9)      | D'Angelo Russell (5)  | Target Center        | 19 - 44 |
| 64    | 10 mars    | @ Houston             | D 111-117 | D'Angelo Russell (28) | Juan Hernangómez (10)  | D'Angelo Russell (5)  | Toyota Center        | 19 - 45 |

| Match | Date match | Équipe          | Score | Meilleur marqueur | Meilleur rebondeur | Meilleur passeur | Lieux                      | Série |
| ----- | ---------- | --------------- | ----- | ----------------- | ------------------ | ---------------- | -------------------------- | ----- |
| 65    | Annulé     | @ Oklahoma City |       |                   |                    |                  | Chesapeake Energy Arena    | -     |
| 66    | Annulé     | @ San Antonio   |       |                   |                    |                  | AT&T Center                | -     |
| 67    | Annulé     | @ Portland      |       |                   |                    |                  | Moda Center                | -     |
| 68    | Annulé     | @ Phoenix       |       |                   |                    |                  | Talking Stick Resort Arena | -     |
| 69    | Annulé     | @ Utah          |       |                   |                    |                  | Vivint Smart Home Arena    | -     |
| 70    | Annulé     | Portland        |       |                   |                    |                  | Target Center              | -     |
| 71    | Annulé     | Philadelphie    |       |                   |                    |                  | Target Center              | -     |
| 72    | Annulé     | San Antonio     |       |                   |                    |                  | Target Center              | -     |
| 73    | Annulé     | @ Boston        |       |                   |                    |                  | TD Garden                  | -     |
| 74    | Annulé     | L.A. Lakers     |       |                   |                    |                  | Target Center              | -     |
| 75    | Annulé     | Dallas          |       |                   |                    |                  | Target Center              | -     |
| 76    | Annulé     | @ New York      |       |                   |                    |                  | Madison Square Garden      | -     |
| 77    | Annulé     | Détroit         |       |                   |                    |                  | Target Center              | -     |
| 78    | Annulé     | Phoenix         |       |                   |                    |                  | Target Center              | -     |
| 79    | Annulé     | Sacramento      |       |                   |                    |                  | Target Center              | -     |
| 80    | Annulé     | @ L.A. Lakers   |       |                   |                    |                  | Staples Center             | -     |
| 81    | Annulé     | @ L.A. Clippers |       |                   |                    |                  | Staples Center             | -     |
| 82    | Annulé     | New York        |       |                   |                    |                  | Target Center              | -     |

### Confrontations en saison régulière
| Conférence Est      | Conférence Est                             | Conférence Est                             | Conférence Ouest                           | Conférence Ouest                           | Conférence Ouest                           | Conférence Ouest                           | Conférence Ouest                           |
| Division Atlantique | Division Atlantique                        | Division Atlantique                        | Division Nord-Ouest                        | Division Nord-Ouest                        | Division Nord-Ouest                        | Division Nord-Ouest                        | Division Nord-Ouest                        |
| Équipe              | Domicile                                   | Extérieur                                  | Équipe                                     | Domicile                                   | Domicile                                   | Extérieur                                  | Extérieur                                  |
| ------------------- | ------------------------------------------ | ------------------------------------------ | ------------------------------------------ | ------------------------------------------ | ------------------------------------------ | ------------------------------------------ | ------------------------------------------ |
| Boston              | 117-127                                    |                                            | Denver                                     | 98-100 (OT)                                | 100-107                                    | 100-109                                    | 116-128                                    |
| Brooklyn            | 122-115 (OT)                               | 127-126 (OT)                               |                                            |                                            |                                            |                                            |                                            |
| New York            |                                            |                                            | Oklahoma City                              | 104-117                                    | 104-113                                    | 127-139 (OT)                               |                                            |
| Philadelphie        |                                            | 95-117                                     | Portland                                   | 116-102                                    |                                            | 106-113                                    |                                            |
| Toronto             | 112-122                                    | 126-137                                    | Utah                                       | 95-103                                     | 116-127                                    | 112-102                                    |                                            |
|                     | 1-2                                        | 1-2                                        |                                            | 1-6                                        | 1-6                                        | 1-4                                        | 1-4                                        |
| Division            | 2-4                                        | 2-4                                        | Division                                   | 2-10                                       | 2-10                                       | 2-10                                       | 2-10                                       |
| Division Centrale   | Division Centrale                          | Division Centrale                          | Division Pacifique                         | Division Pacifique                         | Division Pacifique                         | Division Pacifique                         | Division Pacifique                         |
| Équipe              | Domicile                                   | Extérieur                                  | Équipe                                     | Domicile                                   | Domicile                                   | Extérieur                                  | Extérieur                                  |
| Chicago             | 115-108                                    | 110-117                                    | Golden State                               | 125-119 (OT)                               | 99-84                                      | 104-113                                    |                                            |
| Cleveland           | 88-94                                      | 118-103                                    | L.A. Clippers                              | 117-124                                    | 142-115                                    | 106-118                                    |                                            |
| Detroit             |                                            | 120-114                                    | L.A. Lakers                                |                                            |                                            | 125-142                                    |                                            |
| Indiana             | 99-104                                     | 114-116                                    | Phoenix                                    | 98-100                                     |                                            | 109-125                                    |                                            |
| Milwaukee           | 106-134                                    | 104-106                                    | Sacramento                                 | 129-133                                    |                                            | 105-104 (2OT)                              | 109-113                                    |
|                     | 1-3                                        | 2-3                                        |                                            | 3-3                                        | 3-3                                        | 1-5                                        | 1-5                                        |
| Division            | 3-6                                        | 3-6                                        | Division                                   | 4-8                                        | 4-8                                        | 4-8                                        | 4-8                                        |
| Division Sud-Est    | Division Sud-Est                           | Division Sud-Est                           | Division Sud-Ouest                         | Division Sud-Ouest                         | Division Sud-Ouest                         | Division Sud-Ouest                         | Division Sud-Ouest                         |
| Équipe              | Domicile                                   | Extérieur                                  | Équipe                                     | Domicile                                   | Domicile                                   | Extérieur                                  | Extérieur                                  |
| Atlanta             | 120-127                                    | 125-113                                    | Dallas                                     | 91-111                                     |                                            | 114-121                                    | 123-139                                    |
| Charlotte           | 108-115                                    | 121-99                                     | Houston                                    | 105-125                                    | 124-131                                    | 109-139                                    | 111-117                                    |
| Miami               | 116-109                                    | 129-126                                    | Memphis                                    | 107-115                                    |                                            | 121-137                                    | 112-119                                    |
| Orlando             | 118-132                                    | 125-136                                    | New Orleans                                | 99-107                                     | 107-120                                    | 139-134                                    |                                            |
| Washington          | 116-137                                    | 131-109                                    | San Antonio                                | 129-114                                    |                                            | 113-101                                    |                                            |
|                     | 1-4                                        | 4-1                                        |                                            | 1-6                                        | 1-6                                        | 2-6                                        | 2-6                                        |
| Division            | 5-5                                        | 5-5                                        | Division                                   | 3-12                                       | 3-12                                       | 3-12                                       | 3-12                                       |
| Conférence          | 10-15 (Domicile : 3-9; Extérieur : 7-6)    | 10-15 (Domicile : 3-9; Extérieur : 7-6)    | Conférence                                 | 9-30 (Domicile : 5-15; Extérieur : 4-15)   | 9-30 (Domicile : 5-15; Extérieur : 4-15)   | 9-30 (Domicile : 5-15; Extérieur : 4-15)   | 9-30 (Domicile : 5-15; Extérieur : 4-15)   |
| Total               | 19-45 (Domicile : 8-24; Extérieur : 11-21) | 19-45 (Domicile : 8-24; Extérieur : 11-21) | 19-45 (Domicile : 8-24; Extérieur : 11-21) | 19-45 (Domicile : 8-24; Extérieur : 11-21) | 19-45 (Domicile : 8-24; Extérieur : 11-21) | 19-45 (Domicile : 8-24; Extérieur : 11-21) | 19-45 (Domicile : 8-24; Extérieur : 11-21) |

## Classements de la saison régulière
| Conférence Ouest | Conférence Ouest                | Conférence Ouest | Conférence Ouest | Conférence Ouest | Conférence Ouest | Conférence Ouest | Conférence Ouest |
| No               | Franchise                       | Vic.             | Def.             | MJ               | V/D              | GB               |                  |
| ---------------- | ------------------------------- | ---------------- | ---------------- | ---------------- | ---------------- | ---------------- | ---------------- |
| 1                | Lakers de Los Angeles           | 52               | 19               | 71               | .732             | –                |                  |
| 2                | Clippers de Los Angeles         | 49               | 23               | 72               | .681             | 3.5              |                  |
| 3                | Nuggets de Denver               | 46               | 27               | 73               | .630             | 7                |                  |
| 4                | Rockets de Houston              | 44               | 28               | 72               | .611             | 8.5              |                  |
| 5                | Thunder d'Oklahoma City         | 44               | 28               | 72               | .611             | 8.5              |                  |
| 6                | Jazz de l'Utah                  | 44               | 28               | 72               | .611             | 8.5              |                  |
| 7                | Mavericks de Dallas             | 43               | 32               | 75               | .573             | 11               |                  |
| 8                | Trail Blazers de Portland (PI)  | 35               | 39               | 74               | .473             | 18.5             |                  |
|                  |                                 |                  |                  |                  |                  |                  |                  |
| 9                | Grizzlies de Memphis (PI)       | 34               | 39               | 73               | .466             | 19               |                  |
| 10               | Suns de Phoenix                 | 34               | 39               | 73               | .466             | 19               |                  |
| 11               | Spurs de San Antonio            | 32               | 39               | 71               | .451             | 20               |                  |
| 12               | Kings de Sacramento             | 31               | 41               | 72               | .431             | 21.5             |                  |
| 13               | Pelicans de La Nouvelle-Orléans | 30               | 42               | 72               | .417             | 22.5             |                  |
| 14               | Timberwolves du Minnesota       | 19               | 45               | 64               | .297             | 29.5             |                  |
| 15               | Warriors de Golden State        | 15               | 50               | 65               | .231             | 34               |                  |

| Division Nord-Ouest       | V  | D  | MJ | V/D  | GB   | Dom   | Ext   | Div  |
| ------------------------- | -- | -- | -- | ---- | ---- | ----- | ----- | ---- |
| Nuggets de Denver         | 46 | 27 | 73 | .630 | –    | 26–11 | 20–16 | 12–2 |
| Thunder d'Oklahoma City   | 44 | 28 | 72 | .611 | 1.5  | 23–14 | 21–14 | 8–5  |
| Jazz de l'Utah            | 44 | 28 | 72 | .611 | 1.5  | 23–12 | 21–16 | 5–7  |
| Trail Blazers de Portland | 35 | 39 | 74 | .473 | 11.5 | 21–15 | 14–24 | 5–8  |
| Timberwolves du Minnesota | 19 | 45 | 64 | .297 | 22.5 | 8–24  | 11–21 | 2–10 |

## Effectif

### Effectif actuel
| Timberwolves du Minnesota Effectif en fin de saison            |    |                        |                            |               |
| Entraîneur : Ryan Saunders                                     |    |                        |                            |               |
| Arrière                                                        | 5  | Drapeau des États-Unis | Malik Beasley              | Florida State |
| Arrière                                                        | 23 | Drapeau des États-Unis | Jarrett Culver (R)         | Texas Tech    |
| Meneur / Arrière                                               | 12 | Drapeau des États-Unis | Jacob Evans                | Cincinnati    |
| Ailier / Ailier fort                                           | 41 | Drapeau de l'Espagne   | Juan Hernangómez           | Espagne       |
| Ailier / Ailier fort                                           | 16 | Drapeau des États-Unis | James Johnson              | Wake Forest   |
| Ailier                                                         | 10 | Drapeau des États-Unis | Jake Layman                | Maryland      |
| Ailier                                                         | 30 | Drapeau des États-Unis | Kelan Martin (R) (TW)      | Butler        |
| Meneur                                                         | 6  | Drapeau des États-Unis | Jordan McLaughlin (R) (TW) | USC           |
| Arrière                                                        | 4  | Drapeau des États-Unis | Jaylen Nowell (R)          | Washington    |
| Arrière                                                        | 20 | /                      | Josh Okogie                | Georgia Tech  |
| Ailier fort                                                    | 11 | Drapeau des États-Unis | Naz Reid (R)               | LSU           |
| Meneur / Arrière                                               | 0  | Drapeau des États-Unis | D'Angelo Russell           | Ohio State    |
| Ailier fort / Pivot                                            | 14 | Drapeau des États-Unis | Omari Spellman             | Villanova     |
| Pivot                                                          | 32 | /                      | Karl-Anthony Towns (C)     | Kentucky      |
| Meneur / Arrière / Ailier                                      | 1  | Drapeau des États-Unis | Evan Turner                | Ohio State    |
| Ailier                                                         | 3  | Drapeau des États-Unis | Jarred Vanderbilt          | Kentucky      |
| (C) - Capitaine, (R) - Rookie, (TW) - Two-way contract, Blessé |    |                        |                            |               |

## Récompenses durant la saison
Récapitulatif des récompenses obtenues par les joueurs de l'équipe durant la saison.
| Date                    | Joueur             | Récompense                                    |
| ----------------------- | ------------------ | --------------------------------------------- |
| 22 octobre - 27 octobre | Karl-Anthony Towns | Joueur de la semaine dans la conférence Ouest |
| 14 février              | Josh Okogie        | ☆ Rising Stars Challenge - Team World ☆       |

## Transactions
Le détail des différents contrats signés par l'équipe est disponible dans la section supérieure des contrats des joueurs, avec les montants des salaires.

### Échanges
| Juillet | Juillet | Juillet | Juillet |
| --- | --- | --- | ------- |
| 6 juillet | Vers les Timberwolves du Minnesota - Droits sur Jarrett Culver (#6) | Vers les Suns de Phoenix - Dario Šarić - Droits sur Cameron Johnson (#11)                                             | [ 5 ]   |
| 8 juillet | Vers les Timberwolves du Minnesota - Treveon Graham - Shabazz Napier - Compensation financière                                                                                                  | Vers les Warriors de Golden State - Droits sur Lior Eliyahu (2006 #44)                                                | [ 6 ]   |
| 8 juillet | Vers les Timberwolves du Minnesota - Jake Layman (Sign and trade) | Vers les Trail Blazers de Portland - Droits sur Bojan Dubljević (2013 #59)                                            | [ 7 ]   |
| Janvier | | |         |
| 16 janvier | Vers les Timberwolves du Minnesota - Allen Crabbe | Vers les Hawks d'Atlanta - Treveon Graham - Jeff Teague                                                               | [ 8 ]   |
| Février | | |         |
| 4 février | | |         |
| Échange à quatre équipes | Échange à quatre équipes | [ 9 ] |         |
| Vers les Timberwolves du Minnesota - Malik Beasley (De Denver) - Juan Hernangómez (De Denver) - Jarred Vanderbilt (De Denver) - Evan Turner (D'Atlanta) - Premier tour de draft 2020 de Brooklyn (D'Atlanta) | Vers les Rockets de Houston - Robert Covington (De Minnesota) - Jordan Bell (De Minnesota) - Futur second tour de draft (De Minnesota)                                                          | [ 9 ] |         |
| Vers les Hawks d'Atlanta - Clint Capela (De Houston) - Nenê (De Houston) | Vers les Nuggets de Denver - Shabazz Napier (De Minnesota) - Noah Vonleh (De Minnesota) - Keita Bates-Diop (De Minnesota) - Gerald Green (De Houston) - Premier tour de draft 2020 (De Houston) | [ 9 ] |         |
| 6 février | Vers les Timberwolves du Minnesota - Jacob Evans - D'Angelo Russell - Omari Spellman | Vers les Warriors de Golden State - Andrew Wiggins - Premier tour de draft 2021 (protégé) - Second tour de draft 2021 | [ 10 ]  |
| 6 février | Échange à trois équipes | Échange à trois équipes                                                                                               | [ 11 ]  |
| 6 février | Vers les Timberwolves du Minnesota - James Johnson (De Miami) | Vers les Grizzlies de Memphis - Gorgui Dieng (Des Minnesota) - Dion Waiters (De Miami) - Justise Winslow (De Miami)   | [ 11 ]  |
| 6 février | Vers le Heat de Miami - Jae Crowder (De Memphis) - Solomon Hill (De Memphis) - Andre Iguodala (De Memphis)                                                                                      | | [ 11 ]  |

### Joueurs qui re-signent
| Date       | Joueur   |
| ---------- | -------- |
| 18/07/2019 | Naz Reid |

### Options dans les contrats
| Date       | Joueur      | Option                                                                         |
| ---------- | ----------- | ------------------------------------------------------------------------------ |
| 31/10/2019 | Josh Okogie | Minnesota exerce leur option d'équipe de 2 771 040 $ pour la saison 2020-2021. |

## Arrivées

### Draft
| Date       | Joueur              | Provenance                       |
| ---------- | ------------------- | -------------------------------- |
| 08/07/2019 | Jarrett Culver (#6) | Red Raiders de Texas Tech (NCAA) |
| 06/08/2019 | Jaylen Nowell (#43) | Huskies de Washington (NCAA)     |

### Agents libres
| Date       | Joueur            | Provenance                                    |
| ---------- | ----------------- | --------------------------------------------- |
| 08/07/2019 | Jake Layman       | Trail Blazers de Portland (Sign-and-Trade)    |
| 08/07/2019 | Noah Vonleh       | Knicks de New York                            |
| 08/07/2019 | Tyrone Wallace    | Clippers de Los Angeles (Claimed off waivers) |
| 11/07/2019 | Jordan Bell       | Warriors de Golden State                      |
| 30/08/2019 | Lindell Wigginton | Cyclones d'Iowa State (NCAA)                  |
| 15/09/2019 | Jordan Murphy     | Golden Gophers du Minnesota (NCAA)            |
| 14/10/2019 | Tyus Battle       | Orange de Syracuse (NCAA)                     |
| 14/10/2019 | Barry Brown Jr.   | Wildcats de Kansas City (NCAA)                |

### Two-way contracts
| Date       | Joueur            | Provenance                         |
| ---------- | ----------------- | ---------------------------------- |
| 04/07/2019 | Naz Reid          | Tigers de LSU (NCAA)               |
| 20/07/2019 | Jordan McLaughlin | Nets de Long Island (NBA G-League) |
| 08/08/2019 | Kelan Martin      | MHP Riesen Ludwigsbourg            |

## Départs

### Agents libres
| Date       | Joueur           | Nouvelle équipe¹             |
| ---------- | ---------------- | ---------------------------- |
| 01/07/2019 | Jerryd Bayless   | Sichuan Blue Whales          |
| 01/07/2019 | Mitch Creek      | South East Melbourne Phoenix |
| 01/07/2019 | Luol Deng        | Retraite                     |
| 01/07/2019 | Taj Gibson       | Knicks de New York           |
| 01/07/2019 | Tyus Jones       | Grizzlies de Memphis         |
| 01/07/2019 | Derrick Rose     | Pistons de Détroit           |
| 01/07/2019 | Jared Terrell    | Hapoël Eilat                 |
| 01/07/2019 | Anthony Tolliver | Trail Blazers de Portland    |
| 01/07/2019 | C.J. Williams    | Nets de Brooklyn             |

### Joueurs coupés
| Date       | Joueur           | Nouvelle équipe ¹  |
| ---------- | ---------------- | ------------------ |
| 28/06/2019 | Cameron Reynolds | Bucks de Milwaukee |
| 29/02/2020 | Allen Crabbe     |                    |

¹ Il s'agit de l’équipe pour laquelle le joueur a signé après son départ, il a pu entre-temps changer d'équipe ou encore de pays.

### Joueurs non retenus au training camp
Liste des joueurs non retenus pour commencer la saison NBA.
| Joueur            |
| ----------------- |
| Tyus Battle       |
| Barry Brown Jr.   |
| Jordan Murphy     |
| Tyrone Wallace    |
| Lindell Wigginton |

## Situation à la fin de saison

### Joueurs "agents libres"
| Joueur            | Fin de saison         |
| ----------------- | --------------------- |
| Malik Beasley     | Agent libre restreint |
| Juan Hernangómez  | Agent libre restreint |
| Kelan Martin      | Agent libre restreint |
| Jordan McLaughlin | Agent libre restreint |
| Evan Turner       | Agent libre           |

### Options en fin de saison
| Joueur        | Fin de saison     |
| ------------- | ----------------- |
| James Johnson | Option du joueur. |